# Liv Marit Wedvik
Liv Marit Wedvik, född 16 januari 1970 i Skien i Telemark, död 23 maj 2015 i Risør i Aust-Agder, var en norsk countrysångare och programledare.
Hon albumdebuterade 2003 med Then he Kissed Me… på skivmärket Showtime. Albumet sålde bra, men fick dålig kritik, bland annat tärningkast ett i Dagbladet. 2006 var hon programledare för reality-TV-serien Ville Vesten i TV3. Hösten 2007 medverkade hon i reality-TV-serien Skal vi danse i TV 2 där hon slutade på andra plats.
Hon bodde i Skien med sina två barn, samt var utbildad tandläkarassistent 1993. Hon omkom vid en drunkningsolycka utanför Moen camping i Risør, och gravsattes vid Gjerpens kyrka i Skien den 2 juni 2015.

## Diskografi
Studioalbum
- 2003: Then he Kissed Me...
- 2003: Country Jul (med Heidi Hauge och Jenny Jenssen)
- 2003: Hitchin' a Ride
- 2004: Whatever You Say
- 2005: Home Sweet Home
- 2006: Riding Out the Storm
- 2010: Solid Ground

### Fotnoter
1. ↑  Dagbladet: Liv Marit Wedvik – Partyplate med håpløse coverversjoner.
2. ↑  ”Se og Hør: Hun er ei nydelig dame – Liv Marit Wedvik ble hyllet av kjæresten etter at hun røk ut av "Skal vi danse".”. Arkiverad från originalet den 5 januari 2008. https://web.archive.org/web/20080105225724/http://www.seher.no/cm/SeHer/Tv+og+film/Tv-serier/1.706761. Läst 20 juni 2015.
3. ↑  VG: Liv Marit Wedvik er død
4. ↑  VG: Liv Marit Wedvik gravlegges i dag